# 津辺城
津辺城（つべじょう）は、千葉県山武市津辺にあった日本の城。

## 概要
戦国時代末に築城されたものと考えられているが、築城者は不明である。戦国時代末期の津辺城周辺は井田氏の勢力下にあり、天正年間には、白枡和泉守が城主として入ったと伝わる。

## 構造
作田川と境川の間に延びる半島状台地上の、日吉神社脇の侵食谷により独立性の高まる東端部に占地する。
城域内部は主郭部として、東側南北にそれぞれ一郭および二郭、その西側に三郭の計三つの郭が配置されている。また、一郭、三郭の西方、および、二郭の北方に腰郭が設けられている。
主郭部の三つの郭および三郭西方には折れを伴う深い空堀が設けられており、一郭の前面には加えて郭から突き出した枡形状の区画が置かれている。二郭の虎口は平入りであるが、虎口脇にL字状に空堀が入り込み、土橋に対して横矢が掛かる構造となっている。続く三郭には虎口遺構は認められないが、大手道南側の郭西端付近にコの字状の空堀が設けられ、郭内を区画している。
主郭部の構造は以上の通りであるが、台地西方、鞍部を隔てて日吉神社西方に津辺屋敷と呼ばれる地名が残り、西方台地上に外郭が設けられていたものと考えられている。

## 遺構
三郭の一部が貯水池建築のため削られ破壊されたが、主郭部中心に空堀が良く旧態を留めている。また、空堀程保存状態は良くないが、一部土塁が残る。
なお、山武市の広報紙によると、津辺城は山林内の私有地にあるため自由に見学可能とはなっていない。

## アクセス
- JR総武本線　成東駅　徒歩17分